# Lochrutton Loch
Lochrutton Loch är en sjö i Storbritannien.   Den ligger i riksdelen Skottland, i den centrala delen av landet, 500 km nordväst om huvudstaden London. Lochrutton Loch ligger 85 meter över havet.  I omgivningarna runt Lochrutton Loch växer i huvudsak blandskog.